# Punto banco
Le punto banco est un jeu de cartes inspiré du baccara. Il aurait été inventé en Amérique du Sud ou au Mexique. C'est un jeu très prisé pour sa vitesse et pour sa simplicité. Le joueur de punto banco n'a effectivement rien à faire à part miser sur le ponte, la banque ou l'égalité. 
Ce jeu est en fait un condensé du chemin de fer. Le croupier manipule pour le ponte et la banque. Le client place ses mises sur des emplacements définis et la partie commence. Un tableau de tirage conditionne le nombre de cartes sorties par l'employé (entre 4 et 6). 
Contrairement aux autres jeux de baccara, les cartes utilisées sont sur modèle « américain » (avec les numéros écrits dessus). 
Les cartes gardent leurs valeurs faciales. L'as valant 1 et les figures valant 0. Lorsque l'addition des cartes dépasse 10 points on ne compte plus les dizaines : 8+8 fait donc 6. 
Le tableau de tirage entre en jeu pour les cartes de la banque. 
- Si « punto » ou « banco » ont un total de 8 ou 9 le jeu s'arrête et l'autre ne tire pas.
- Hors ce cas :
  - le ponte tire une carte jusqu'à 5 et ne tire pas à 6 ou 7.
  - Pour la banque :
    - Si le ponte n'a pas tiré (= il a 6 ou 7), la banque tire à 5 et s'arrête à 6.
    - Si le pointe a tiré, la banque tirera une carte en fonction de valeur nominale de la troisième carte tiré par le ponte :
      - Si la banque a 0, 1 ou 2 elle tire
      - Si la banque a 3 elle tirera sur n'importe quelle carte du ponte sauf 8.
      - Si la banque a 4 elle tirera si le ponte tire un 2, 3, 4, 5, 6, 7.
      - Si la banque a 5 elle tirera si le ponte tire un 4, 5, 6, 7.
      - Si la banque a 6 elle tirera si le ponte tire un 6, 7.
      - Si la banque a 7 elle ne tire pas

Une fois les cartes sorties, la banque procède au ramassage des pertes et au paiement des gains. Les mises de la ponte ou de la banque sont payées à égalité sauf dans le cas où la banque gagne avec 6 points: dans ce cas, le croupier annonce "big six" et paie les mises 0,5 pour 1. Dans les casinos on ne peut jouer la plupart du temps que par fraction de 20 euros. L'égalité se paie 8 pour 1 car elle sort en moyenne une fois tous les dix coups.
La majeure partie du temps le punto banco est exploité avec un sabot de 8 paquets de cartes. Il peut aussi être à "deux tableaux" comme le baccara. 
Les joueurs de punto banco ont l'habitude de noter les coups qui sont sortis de façon à jouer des séries de coups (ex: 7 ou 8 coups sur le punto à la suite).